# Everaldo Begines
Everaldo Begines Villareal, appelé aussi Everaldo Bejines (né le 12 juillet 1971 à Nuevo Laredo au Mexique), est un joueur de football mexicain, qui jouait au poste d'attaquant.
Il est surtout connu pour avoir terminé meilleur buteur du championnat du Mexique lors de la saison Verano 2000 (à égalité avec Agustín Delgado et Sebastián Abreu).